# Институт им. Фрица Габера
Институт им. Фрица Габера Общества Макса Планка (нем. Fritz-Haber-Institut der Max-Planck-Gesellschaft) — немецкий научно-исследовательский институт, основанный в 1911 году в Берлине, с целью изучения явлений молекулярной физики.
В настоящее время институт состоит из пяти кафедр (неорганической химии, науке о границе раздела, молекулярной физики, физической химии и теории) и возглавляется советом директоров.

## История
В 1911 году было принято решение о создании Института физической химии и электрохимии имени кайзера Вильгельма; директором-основателем стал Фриц Габер. В октябре 1912 года, после одиннадцати месяцев строительства, институт был торжественно открыт кайзером Вильгельмом II.